# Disputa sobre codificação
A Disputa sobre codificação foi uma polêmica travada a partir de 1814 na Alemanha, acerca da necessidade ou conveniência de um código civil geral e unitário para todos os Estados germânicos, sistematizando o direito civil alemão. A disputa foi iniciada pela publicação do livro "Notwendigkeit eines allgemeinen bürgerlichen Rechst für Deutschland" (Da Necessidade de um Direito Civil Geral para a Alemanha), por Anton Friedrich Justus Thibaut, um jurista com fama já estabelecida, seguido da resposta de Friedrich Carl von Savigny, na época um jovem professor de direito, "Vom Beruf unserer Zeit für Gesetzgebung und Rechtswissenschaft" (Da Vocação da Nossa Época para a Legislação e a Jurisprudência).
A polêmica tem suas origens na influência que o Código Napoleônico, codificação de tendência jusracionalista outorgada em 1804, passou a ter em toda a Europa continental, levando a um movimento pela codificação jurídica. Do outro lado, os pensadores do romantismo alemão, com fulcro na filosofia de Hegel, de matriz historicista, defendiam a criação de um direito alemão antes da existência de um código alemão. A disputa teve importância cabal para o estabelecimento de Savigny e do seu método, propagado pelo que viria a ser chamada de Escola Histórica do Direito, como dominantes no mundo jurídico alemão.

## Origens
As origens da disputa estão na rivalidade existente entre duas concepções de direito que surgem em fins do século XVIII. De um lado, com fundamento no iluminismo, especialmente no racionalismo francês e na filosofia de Kant, temos a corrente jusracionalista que sustenta que o Direito é um produto da razão, podendo-se, através da razão, descobrir regras imutáveis e de validade geral, o direito natural. Após a Revolução Francesa, essa corrente exerceu grande influência na organização do Estado francês e no movimento da codificação. Considerava que os legisladores deveriam utilizar a razão para descobrir as regras do direito natural e positivá-las, isto é, tornar essas regras leis do Direito positivo. Assim, quando o Código Napoleônico foi outorgado por Napoleão, a escola de pensamento que floresceu na França do século XIX, embora defendesse uma leitura estrita da lei, tinha na matriz de seu positivismo um pensamento jusnaturalista.
Do outro lado, com fundamento no romantismo alemão, especialmente no hegelianismo e na filosofia de Herder, encontramos uma corrente historicista que sustentava que o Direito estava ligado ao espírito do povo que a ele deu origem, negando a possibilidade de construir-se o Direito abstratamente. O verdadeiro Direito, para essa corrente, deveria ser desenvolvido, primeiramente, pelos juristas (representantes da consciência jurídica do povo) a partir do direito romano ainda em vigor e dos costumes para, só então, poder ser objeto de legislação que fosse fundada nesse Direito.
Assim, após o fim da ocupação francesa em boa parte dos territórios alemães, em 1814, os Estados germânicos estavam em um dilema: existiam defensores do "modo francês", isto é, da codificação, e defensores do "caminho alemão", do direito consuetudinário.

## A disputa

### Posição de Thibaut
A chamada "polêmica Thibaut x Savigny" polarizou a discussão, na Alemanha do século XIX, sobre a necessidade e conveniência da formação de um código que sistematizasse, em um diploma legal, um direito civil unificado para todos os Estados Alemães. Thibaut era filiado à escola jusracionalista e comungava o pensamento de que o homem, pelo exercício da razão e valendo-se de ideias inatas, seria capaz de deduzir princípios e normas de validade universal, o direito natural. Thibaut, no livro de 1814, defende a criação de um código que substituísse os múltiplos ordenamentos existentes nos diversos Estados que compunham a Alemanha na época. Em defesa de sua tese, apontava os inconvenientes políticos e comerciais decorrentes das disparidades existentes entre as leis e os costumes dos Estados alemães e destacava o benefício que a instituição de um direito unificado traria para a ampliação do sentimento de unidade nacional.
Thibaut acreditava que a criação de um código alemão seria passo fundamental para a unificação da Alemanha (que viria a ocorrer somente em 1871, sob a égide de Otto von Bismarck). Ele era contrário à aplicação do Direito Romano ao povo germânico por considerá-lo desconhecido do povo comum e de considerar que o gênio romano seria demasiadamente diverso do germânico, sendo portanto a aplicação de uma legislação estrangeira ao povo alemão. Thibaut era contrário à ideia de que o direito seria essencialmente mutável e determinado pelas condições históricas. Declarava-se em favor da universalidade e imutabilidade do direito e afirmava que “é próprio do direito triunfar dos hábitos, dos costumes e das inclinações dos homens”. Thibaut supunha a existência de um direito racional ou natural que seria ideal e adequado para todos os povos e todos os tempos e que se deveria conhecê-lo para aperfeiçoar o direito positivo das nações.

### Posição de Savigny
Motivado pelo livro de Thibaut, Savigny, no mesmo ano, publica um panfleto em resposta. Nesse escrito, Savigny declara-se contrário à proposta de codificação do direito alemão. Ele acreditava que os costumes do povo seriam a fonte primária do direito e expressão imediata da consciência jurídica coletiva. Enquanto Thibaut acredita num direito que é anterior ao homem, ideal e eterno, Savigny destacava seu caráter cultural, produto historicamente construído pelas gerações de cada povo.
No início da "Vocação", Savigny observa que o direito sempre se reveste de características peculiares ao povo a que pertence, assim como a língua, os seus costumes e sua constituição política. Ele destaca que esses fatos culturais mostram-se a nós, apenas aparentemente, como realidades distintas, mas que são manifestação daquilo que há de comum ao povo, a força que o une, suas convicções comuns, estando intimamente ligadas e inter-relacionadas: seriam diferentes facetas de uma mesma realidade. Ele chama atenção para o fato de que as diversas manifestações culturais desenvolvem-se associadamente e extraem suas características do caráter do povo a que pertencem ou, no termo emprestado por Savigny de Herder, do espírito do povo (Volksgeist).
Assim, fundamentando a teoria de Savigny e da Escola histórica sobre a natureza e as fontes do Direito, está o conceito do espírito do povo. Este seria o elemento de união entre os membros de uma nação, o vínculo que os fazem sentir-se como partes integrantes de um conjunto, de uma unidade orgânica, de um povo. A Escola histórica compreende as diversas manifestações culturais (como Direito, Moral, Arte e Linguagem) ao mesmo tempo como frutos e componentes do espírito do povo. Esse espírito foi concebido como um elemento dinâmico, em constante transformação, a ter seu desenvolvimento influenciado pelo exercício dos fatos sociais ao mesmo tempo em que confere os traços comuns das diversas manifestações culturais de um povo. O espírito do povo não deve ser entendido como uma “entidade extra-individual, que existe objetivamente, exterior e superiormente às consciências dos indivíduos”, mas como fruto das relações que se estabelecem entre pessoas com cultura, aspirações e ideais comuns. Seriam os traços culturais comuns dos membros de um mesmo povo, que o distingue de outros. Esse elemento comum é repassado entre as gerações pela tradição, influenciando as consciências individuais e objetivando-se nas instituições sociais.

## Legado
O resultado imediato dessa polêmica foi o estabelecimento por Savigny e seus amigos, os professores Karl Friedrich Eichhorn e Johann Friedrich Ludwig Göschen, de uma revista para divulgarem o método da sua escola. Os efeitos duradouros foram a consolidação do projeto da Escola histórica no cenário jurídico alemão lançando as bases para o nascimento de uma ciência jurídica nos moldes pretendidos pela Escola histórica. Pode-se dizer que Savigny ganhou a disputa já que conseguiu que o código civil alemão fosse promulgado somente em 1900, quando a ciência jurídica já tinha desenvolvido um arcabouço teórico e sistemático de vulto, através da própria escola de Savigny e da Jurisprudência dos conceitos de Puchta e Ihering.